# 张玉坤
张玉坤（1956年—），吉林公主岭人，女，汉族，中华人民共和国银行家、全国人民代表大会辽宁地区代表。
毕业于辽宁大学政治经济学专业，加入中国共产党，担任盛京银行行长。2008年起担任全国人大代表。2013年，被选为全国人大代表。2016年因涉嫌贿选被认定当选无效。